# Lyngøya (Sør-Varanger)
Pour les articles homonymes, voir Lyngøya.
 (février 2022).
Lyngøya est une petite île de Norvège située dans la commune de Sør-Varanger dans la mer de Barents.